# NGC 5130
NGC 5130 is een lensvormig sterrenstelsel in het sterrenbeeld Maagd. Het hemelobject werd in 1886 ontdekt door de Amerikaanse astronoom Ormond Stone.

## Synoniemen
- MCG -2-34-44
- PGC 46866